# Live Without Sense
Live Without Sense è il primo album live della band thrash metal tedesca Destruction, pubblicato nel 1989.

## Tracce
1. Curse the Gods – 5:46
2. Unconscious Ruins – 4:40
3. Thrash Attack – 3:03
4. Invincible Force – 4:13
5. Dissatisfied Existence – 4:10
6. Reject Emotions – 4:43
7. Eternal Ban – 6:29
8. Mad Butcher / Pink Panther – 6:30
9. Life without Sense / In the Mood – 7:31
10. Release from Agony – 4:52
11. Bestial Invasion – 5:26

## Formazione
- Schmier – basso e voce
- Mike Sifringer – chitarra
- Harry Wilkens – chitarra
- Oliver Kaiser – batteria